# 2014 en jeu
Chronologie du jeu
- 2010
- 2011
- 2012
- 2013
- 2014
- 2015
- 2016
- 2017
- 2018

Cet article présente les faits marquants de l'année 2014 concernant le jeu.

## Évènements

### Compétitions
- 21 décembre : le Français Emmanuel du Pontavice remporte le XXXe Championnat de France de Diplomatie à Paris devant ses compatriotes Gwen Maggi et Benoît Jeannin[1].

## Économie du jeu
Sorties
- Dungeons & Dragons Fifth Edition (D&D5), L. Richard Baker III et coll., Wizards of the Coast :
  - juillet : Basic Rules (format électronique)
  - août : Player's Handbook
  - septembre : Monster Manual
  - novembre : Dungeon Master's Basic Rules (format électronique)
  - décembre : Dungeon's Master Guide.

## Récompenses
- Spiel des Jahres : Camel Up
- As d'or : Concept